# Seznam prezidentů Indonésie
Toto je seznam prezidentů Indonéské republiky. Indonéský prezident stojí v čele státu i vlády (i když funkce premiéra v minulosti, v letech 1945 až 1967, existovala také). Funkce prezidenta vznikla v roce 1945. Od roku 2004 je prezident volen přímo.

## Seznam
| Pořadí | Portrét | Jméno                     | Od                | Do                | Délka mandátu    | Strana    |
| ------ | ------- | ------------------------- | ----------------- | ----------------- | ---------------- | --------- |
| 1.     |         | Sukarno                   | 18. srpna 1945    | 12. března 1967   | 21 let a 206 dní | nestraník |
| 2.     |         | Suharto                   | 12. března 1967   | 21. května 1998   | 30 let a 55 dní  | Golkar    |
| 3.     |         | Bacharuddin Jusuf Habibie | 21. května 1998   | 20. října 1999    | 1 rok a 152 dní  | Golkar    |
| 4.     |         | Abdurrahman Wahid         | 20. října 1999    | 23. července 2001 | 1 rok a 276 dní  | PKB       |
| 5.     |         | Megawati Sukarnoputriová  | 23. července 2001 | 20. října 2004    | 3 roky a 89 dní  | PDI-P     |
| 6.     |         | Susilo Bambang Yudhoyono  | 20. října 2004    | 20. října 2014    | 10 let           | PD        |
| 7.     |         | Joko Widodo               | 20. října 2014    | 20. října 2024    | 10 let           | PDI-P     |
| 8.     |         | Prabowo Subianto          | 20. října 2024    | dosud             |                  | Gerindra  |